# Vincens Strøm
Vincens Strøm (født 28. november 1818 på Langeland, død 16. juli 1899 i Odense) var en dansk naturhistoriker.
Strøm tog 1842 teologisk embedseksamen og ansattes 1850 som lærer ved Katedralskolen i Odense, hvor han virkede til 1889. Foruden at være en dygtig naturhistorielærer, om hvilket hans lille, i sin tid meget benyttede botanik bærer vidne, interesserede han sig meget for insekter, navnlig sommerfugle, og var en dygtig samler. I Naturhistorisk Tidsskrift udgav han 1866—67 et par foreløbige fortegnelser over de danske sommerfugle; først 1891 lykkedes det ham dog at fuldføre det endelige arbejde Danmarks større Sommerfugle, en både nøjagtig og for samlere meget nyttig håndbog.